# Reichsstraße 2
Die auf sehr alten Verkehrswegen und Poststraßen verlaufende Reichsstraße 2 (Abkürzung: R 2) existierte bis zum Jahre 1945 als Staatsstraße des Deutschen Reiches. Im 19. Jahrhundert wurde sie in einzelnen Abschnitten ausgebaut und erhielt im Jahre 1932 auf dem damals zum Deutschen Reich gehörenden Hauptabschnitt die Bezeichnung Fernverkehrsstraße 2 (FVS 2), ab 1934 Reichsstraße 2.

## Allgemeines
Ursprünglich nahm die 1932 eingeführte Fernverkehrsstraße 2 ihren Anfang an der deutsch-polnischen Grenze bei Groß Boschpol, wurde dann aber während der 1930er Jahre durch Einführung der Reichsstraßen-Nummerierung im Gebiet der Freien Stadt Danzig nach Dirschau (Tczew) zurückverlegt, wo sie im polnischen Korridor, dem Gebiet der früheren Provinz Westpreußen, an der Weichselbrücke Dirschau Anschluss an die Reichsstraße 1 hatte, die von der litauischen Grenze bei Eydtkuhnen über Königsberg (Preußen) und Berlin an die niederländische Grenze bei Aachen reichte. Die Einbeziehung der auf polnischem Territorium liegenden Abschnitte in die beiden so nummerierten Straßen war jedoch bis zum Ausbruch des Zweiten Weltkrieges lediglich theoretischer Art.
Die R 2 verlief von Dirschau zunächst nordwärts über Danzig (polnisch: Gdańsk) und schwenkte dann westwärts, um über Köslin (Koszalin) nach Stettin (Szczecin) zu gelangen, von wo aus sie südwärts in Berlin die R 1 noch einmal kreuzte, bevor sie über Potsdam, Leipzig, Nürnberg, Augsburg und München die österreichische Grenze bei Mittenwald erreichte.
Die gesamte Straßenlänge betrug 1360 Kilometer.
Zwischen 1939 und 1945 lag der gesamte hier beschriebene Verlauf der R 2 als Reichsstraße im Deutschen Reich, bis dann nach Ende des Zweiten Weltkriegs der gesamte deutsche Osten an Polen kam.
Im heutigen Polen nehmen die polnischen Landesstraßen Droga krajowa 1 (DK 1 = Europastraße 75), Droga krajowa 6 (DK 6) und Droga krajowa 13 (DK 13), unterstützt zwischenzeitlich von der Woiwodschaftsstraße Droga wojewódzka 468 (DW 468) die Aufgaben der früheren R 2 wahr, bis sie nach den ersten etwa 400 Kilometern den heutigen polnisch-deutschen Grenzübergang Rosówek/Rosow erreicht und dann die Bezeichnung der deutschen Bundesstraße 2 erhält.
Zwischen 1945 und 1990 existierte an der Grenze zwischen Polen und der SBZ wie auch der späteren DDR kein Übergang. Der Verkehr führte wenige Kilometer weiter nördlich über die Autobahnen Autostrada 6 /heutige Bundesautobahn 11 (Grenzübergang Kołbaskowo/Pomellen). Bis zur Grenze zur Bundesrepublik Deutschland bei Gefell/Töpen führte die R 2 den Namen Fernverkehrsstraße 2 (F 2). Der Grenzübergang Töpen-Juchhöh an der F 2 bestand zwischen 1951 und 1966 an der Umleitungsstrecke für die im Krieg zerstörte Saalebrücke im Verlauf der Bundesautobahn 9.
Heute verbindet die alte R 2 auf polnischem Gebiet die beiden Woiwodschaften Pommern und Westpommern mit ihren beiden Hauptstädten Danzig und Stettin.

## Streckenverlauf Dirschau–Rosow
Über etwa 400 Kilometer verlief die Reichsstraße 2 im ersten Abschnitt vom westpreußischen Dirschau über Danzig und Stettin bis in das ehem. pommersche und heute brandenburgische Rosow, dem heutigen Grenzort an der polnisch-deutschen Grenze.

### Provinz Westpreußen/Danzig

#### Dirschau–Danzig
/ (Heutige Droga krajowa 1 = Europastraße 75)

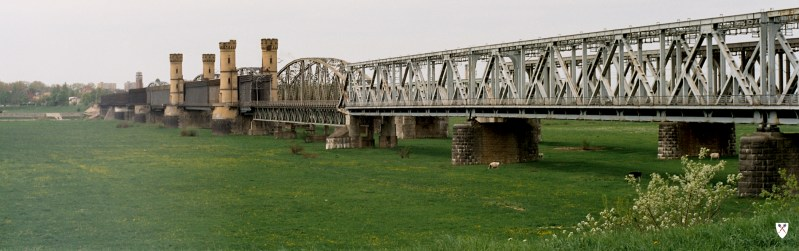
Die Dirschauer Weichselbrücke

An der Weichselbrücke in Dirschau (polnisch: Tczew, kaschubisch: Dërszewò) in der heutigen Woiwodschaft Pommern zweigte die R 2 von der R 1 ab, die von Eydtkuhnen (heute russisch: Чернышевское/Tschernyschewskoje) und Königsberg (Preußen) (Калининград/Kaliningrad) kam und auf direktem Wege nach Berlin und weiter bis Aachen führte. Der heutige Schnittpunkt beider Straßen liegt vier Kilometer weiter südlich, wo die heutige DK 1 von der DK 22 abzweigt.
Berlin war allerdings auch eine Station der R 2, die dieses Ziel jedoch auf dem Weg über Danzig/Stettin zwischen Ostseeküste und Pommerscher Seenplatte ansteuerte. Nach mehr als 500 Kilometern werden die R 1 und R 2 sich am Berliner Alexanderplatz begegnen, kurze Zeit später noch einmal in Potsdam am Alten Markt, um dann wieder getrennte Wege zu nehmen.
Dirschau gehörte zwischen 1920 und 1939 zu Polen und war Grenzort zwischen der Freien Stadt Danzig und dem polnischen Korridor. Zwischen 1939 und 1945 war der Landkreis Dirschau wieder zum Deutschen Reich gehörig und gehört seither wieder zu Polen.
Mühlbanz (Miłobądz/Mëłobònc) – heute bereits zum Powiat Gdański/Kreis Danzig gehörig – und Hohenstein (Pszczółczi/Pszczółczi) sind die ersten Orte hier in der Region Pommerellen und der Kaschubei, die die R 2 durchfährt. Wenige Kilometer hinter dem Stadtzentrum von Dirschau stößt die alte R 2 auf die heute geltende DK 1, die – als zur Europastraße 75 gekürte – Landesstraße bis Danzig auf der Trasse der R 2 führt.
In Hohenstein hat die R 2 die alte Reichsbahnlinie (und heutige polnische Staatsbahnstrecke) von Dirschau nach Berent (Kościerzyna) gekreuzt, und im nächsten Ort Russoschin (Rusocin) kreuzen die neue A 1 und die Schnellstraße S 6 den Lauf der R 2. Jetzt ist der ehemalige Landkreis Danziger Höhe erreicht, der zwischen 1920 und 1939 in die Freie Stadt Danzig integriert war, die unter Völkerbundaufsicht stand.

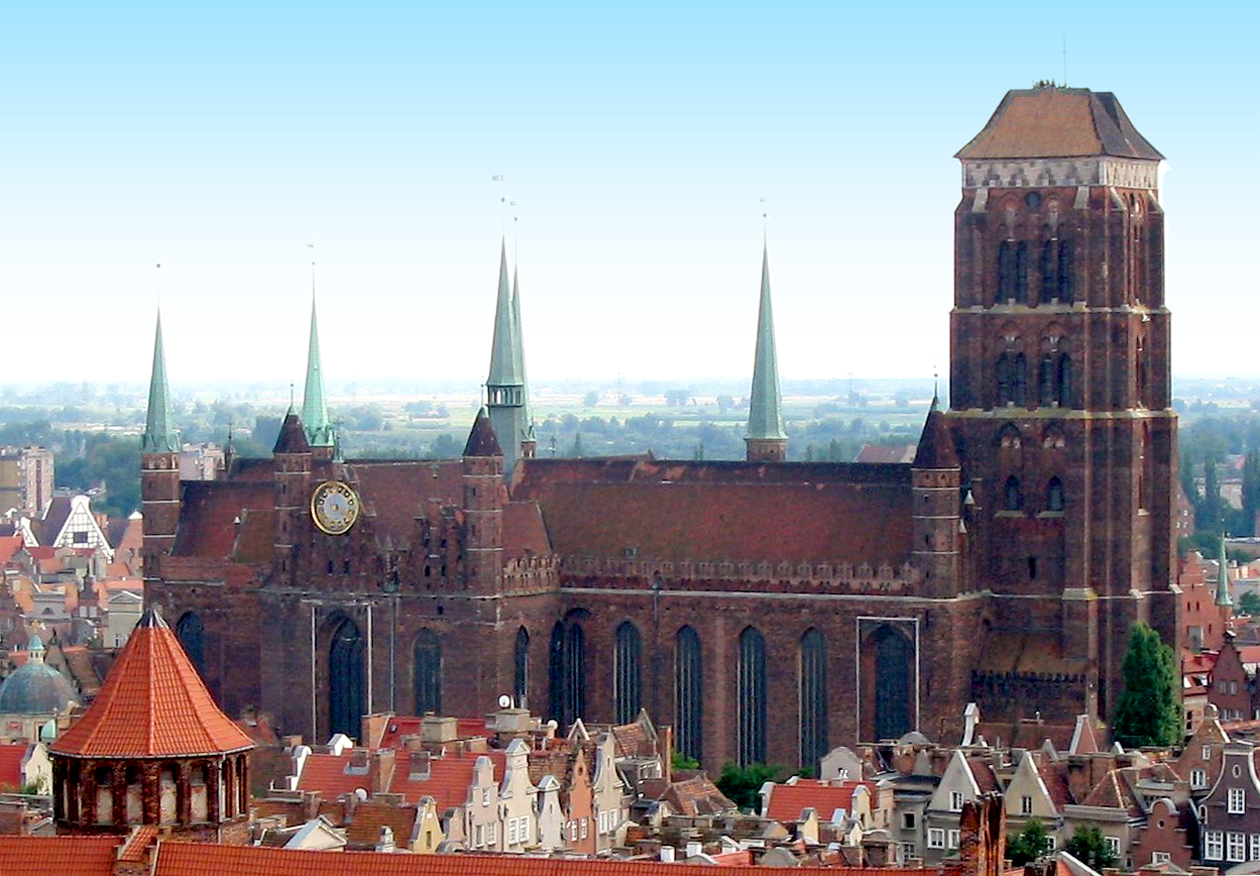
Die St.-Marien-Kirche in Danzig

Nach der Durchfahrt durch Praust (Pruszcz Gdański/Pruszcz Gdóńsczi) mit der Querung der heutigen Staatsbahnlinie 229 und der Überquerung des Flüsschens Radaune (Radunia) erreicht die R 2 das heutige Stadtgebiet von Danzig (Gdańsk/Gduńsk), in das die Ortschaften Guteherberge (Gd.-Lipce/Gd.-Lëpicz) und Ohra nach 1945 eingemeindet wurden.
In der Danziger Innenstadt (Gdańsk-Śródmieście) traf die R 2 auf die R 130, die – heute anfangs als DK 7 (Europastraße 77) u. a. über Elbing (Elbląg) nach Allenstein (Olsztyn) führte. Während die heutige DK 1 jetzt die ehemalige Trasse der R 2 verlässt und ins Danziger Hafengelände (Fähre nach Helsinki u. a.) führt, folgt die neu eingeführte DW 468 nun dem alten Pfad der R 2 durch die heutige Dreistadt Gdańsk (Danzig) – Sopot (Zoppot) – Gdynia (Gdingen).

#### Danzig–Zoppot–Gdingen
(heutige Droga wojewódzka 468)
Von Danzigs Stadtmitte führt der Weg der R 2 an der Ostseeküste entlang mit Blick auf das Wasser im Osten bzw. auf große Waldungen im Westen, die heute zum Trójmiejski Park Krajobrazowy, dem Landschaftsschutzpark der Dreistadt gehören. Die R 2 wird jetzt fast 250 Kilometer weit von der alten Reichsbahnstrecke Danzig–Stettin–Berlin begleitet, die jetzt als polnische Staatsbahnlinie Nr. 202 von Gdański verkürzt bis Stargard (Stargard in Pommern) geführt wird und den Straßenweg oft kreuzen wird.
Über den Stadtteil Langfuhr (Gd.-Wrzeszcz) erreicht die R 2 jetzt den Ort Oliva (Gd.-Oliwa/Gd.-Òlëwô) mit der berühmten Kathedrale und den unvergänglichen Klängen ihrer Orgel.

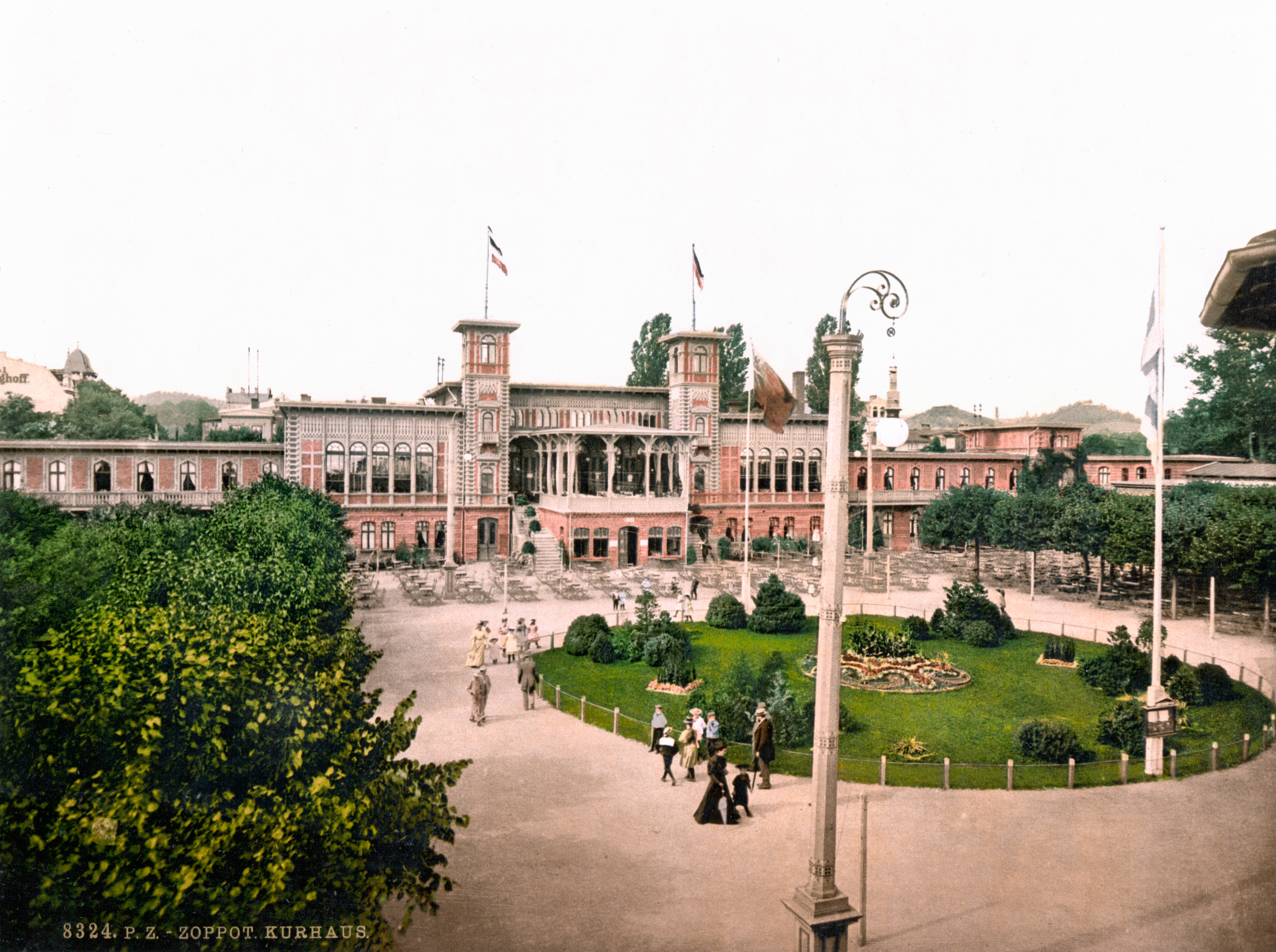
Das Kurhaus in Zoppot um 1900

Nach Verlassen des Danziger Stadtgebiets durchläuft die R 2 den früheren Landkreis Neustadt (Westpr.), der heute hier dem Gebiet der Dreistadt gewichen ist. Mit Zoppot (Sopot/Sopòtë) erreicht die R 2 einen früher oft und gerne aufgesuchten Bade- und Kurort, der heute auch Bischofssitz der Diözese Pommern-Großpolen der Evangelisch-Augsburgischen Kirche in Polen geworden ist. In Zoppot überquert die R 2 zum ersten Male die schon genannte Bahnlinie nach Stettin und Berlin.
In Adlershorst ist mit Gdingen (Gdynia/Gdiniô) die dritte Stadt der Dreistadt erreicht, deren Name kurzzeitig auch Gotenhafen war. Auch hier kommt die besagte Bahnstrecke der R 2 wieder „in die Quere“, und wenig später endet die DW 468 in Ciessau (Gdynia-Cisowa/Gd.-Cësowô), um in die DK 6 einzumünden, die nun bis vor Stettin der Trasse der alten R 2 folgt.

#### Gdingen – Neustadt (Westpreußen) – Strebielin (Strebelsdorf)
/ (heutige Droga krajowa 6 = Europastraße 28)
Die R 2 hat die enge Straßenführung durch die Dreistadt verlassen und macht eine weitläufige Biegung westwärts. Der Blick wird frei für die beschauliche Landschaft des früheren Landkreises Neustadt (Westpr.), der heute Powiat Wejherowski genannt wird. Durch die nördliche Kaschubei zieht sich die alte Reichsstraße auf leicht hügeliger Ebene und lässt im Süden die großen Waldflächen des Landschaftsschutzparks liegen.

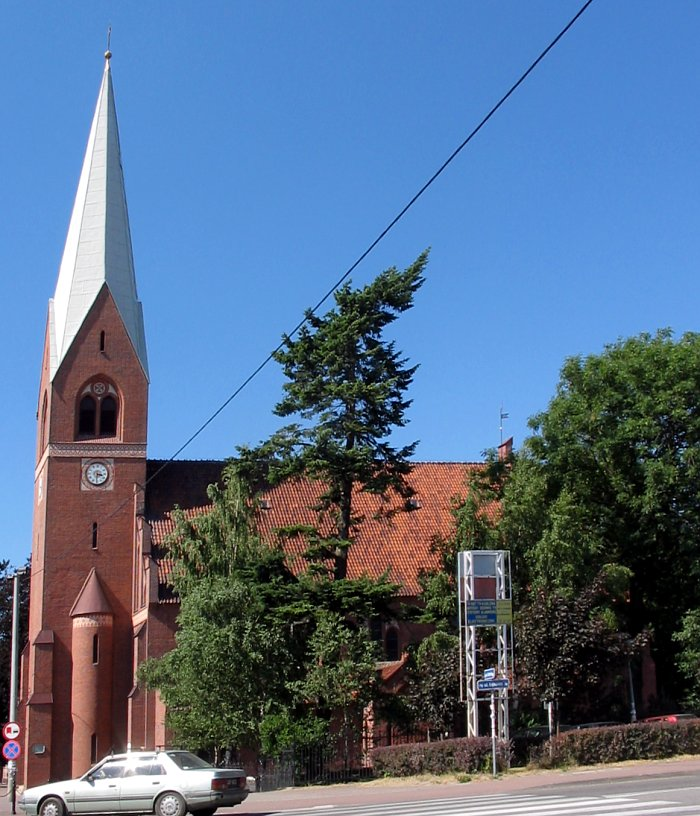
Die Kirche in Rheda von 1903

Die R 2 führt nun durch die Städte Rahmel (Rumia/Rëmiô) und Rheda (Reda/Réda), verläuft entlang des gleichnamigen Flüsschens Rheda (Reda) und erreicht die Kreisstadt Neustadt in Westpreußen (Wejherowo/Wejrowò), nicht ohne vorher noch einmal die alte Eisenbahnstrecke nach Stettin–Berlin und die Bahnlinie Rheda–Hela (heute Staatsbahnlinie Nr. 213: Reda–Hel) gekreuzt zu haben.
Neustadt ist das nördliche Zentrum des Kaschubenlandes mit dem berühmten Kreuzweg mit 26 Kapellen und dem im Süden gelegenen 102 Meter hohen Schlossberg (Zamkowa Góra).
Die R 2 verläuft weiter in westlicher Richtung und erreicht nach drei Kilometern Bohlschau (Bolszewo/Bólszéwò) und danach Strebielin (1942 Stromeck, 1943–1945 Strebelsdorf, heute Strzebielino/Strzebielëno). Hier ist nun die zwischen 1920 und 1939 bestehende Grenze zwischen Polen (Polnischer Korridor) und der Provinz Pommern des Deutschen Reichs erreicht, die vordem auch die Grenze zwischen den preußischen Provinzen Westpreußen und Pommern markierte.

### Provinz Pommern

#### Strebielin (Strebelsdorf) – Lauenburg (Pommern) – Stolp
Strebielin (Strebelsdorf) war auch Grenzstation an der Reichsbahnstrecke Danzig – Stettin – Berlin, die jetzt in Klein Boschpol (Bożepole Małe/Môłe Bòżépòlé) wieder die R 2 kreuzt, kurz nachdem das Flüsschen Leba (Łeba) überquert wurde, das nun auf nördlicher Seite die Straße begleitet.

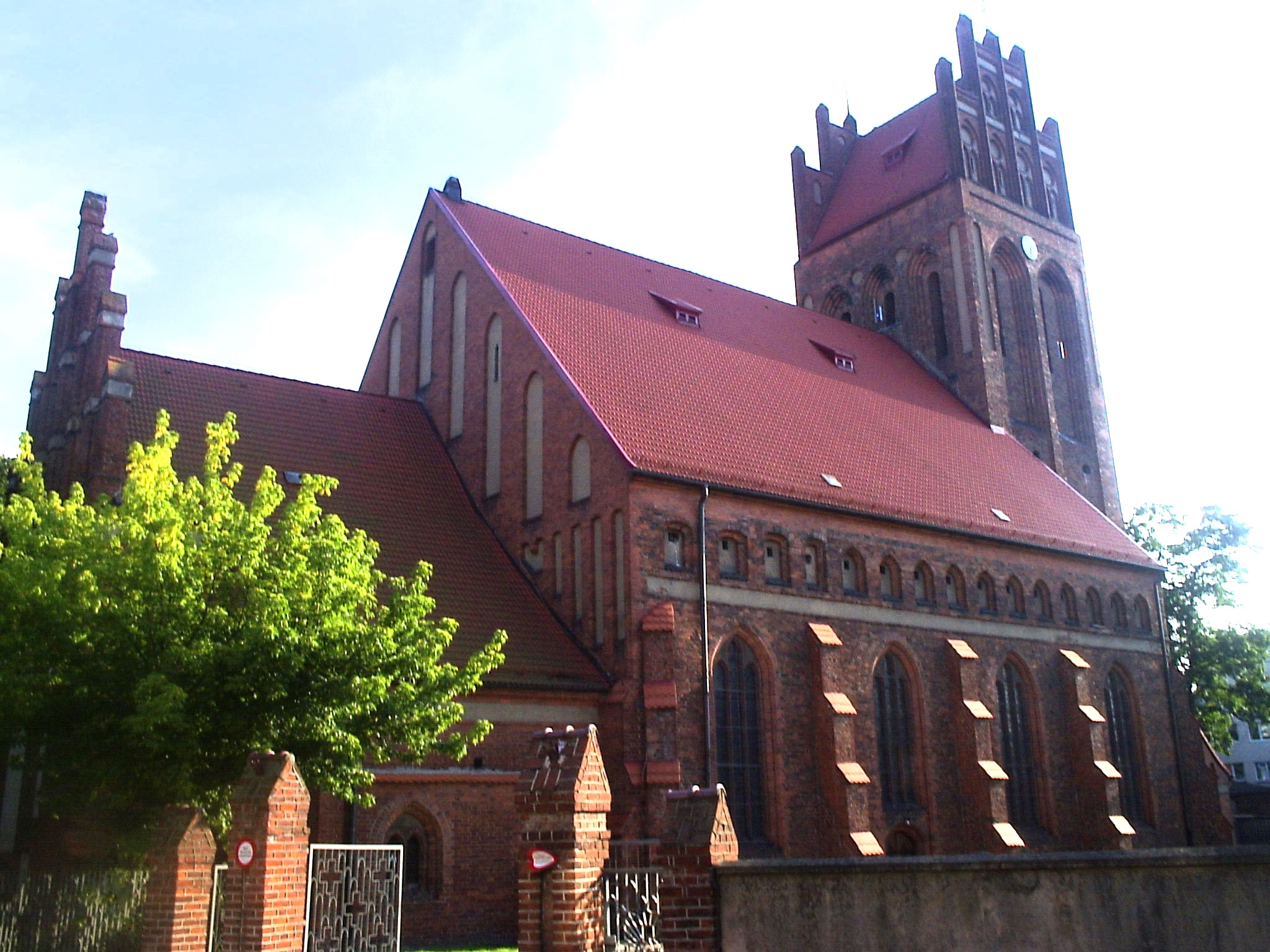
Die St.-Jakobi-Kirche in Lauenburg

Mit dem Dörfchen Klein Boschpol ist der ehemalige Landkreis Lauenburg in Pommern (heute Powiat Lęborski) erreicht, und nach weiteren zehn Kilometern ist die R 2 im Zentrum der pommerschen Kreisstadt Lauenburg (Lębork/Läbòrg) angelangt.
Der Turm der das Stadtbild prägenden und weithin sichtbaren St.-Jakobi-Kirche mag auch Orientierung gewesen sein derer, die über die Reichsstraße 158 nach Lauenburg reisten. Die R 158 ist neben der R 1 und R 2 die dritte wichtige Verbindungsstraße von Berlin nach Pommern, die ihren Ausgang in Berlin-Weißensee an der R 2 (!) nimmt (heute verlegt nach Berlin-Biesdorf) und über Pyritz, Dramburg, Neustettin und Bütow nach Lauenburg ihren Weg nahm, heute ersetzt von der DK 20 und die den Schluss ausgleichenden DW 212 und DW 214. In Lauenburg überquert die R 2 die ehemalige Reichsbahnstrecke Lauenburg–Narwitz, die heute als Staatsbahnstrecke Nr. 229 vom Küstenort Łeba (Leba) bis nach Pruszcz Gdański (Praust) reicht, wo sie schon einmal die R 2 kreuzte.
Nun auch die Brücke über die Leba (Łeba) hinter sich lassend, führt die R 2 in Richtung Stolp (Słupsk/Stôłpsk), bis Lischnitz (Lésnice/Lésnëce) begleitet von der Leba, die dann nordwärts schwenkt, und durchzieht die Dörfer Langeböse (Pogorzelice/Pogorzelëce), Karlshöhe (Chlewnica), Darsin (Darzyno/Dôrżënò), Poganitz (Poganice/Pògóńce), Dumröse (Domaradz/Domaréza) und Mahnwitz (Mianowice/Miônójce), die alle schon zum Landkreis Stolp (Powiat Słupski) gehören. 50 Kilometer von Lauenburg entfernt fährt die R 2 in der früheren Residenzstadt Stolp ein.

#### Stolp–Schlawe–Köslin

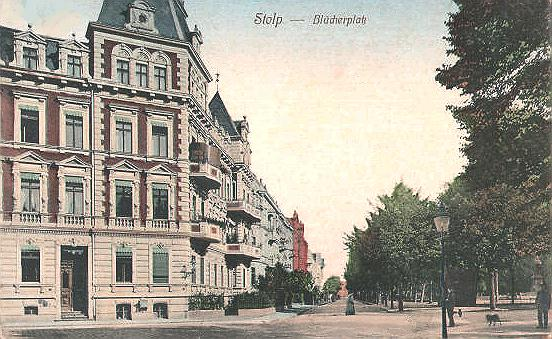
Der Blücherplatz in Stolp um 1900

Die R 2 – hier weiterhin von der polnischen DK 6 wahrgenommen – führt mitten hinein in die von den Türmen der St.-Marien- und St.-Johannis-/Schloss-Kirche bestimmten Stadt Stolp (Słupsk/Stôłpsk), die ihren Namen dem sie durchquerenden Fluss Stolpe (Słupia) verdankt. In der vormaligen Residenzstadt kreuzt die R 125 den Weg der R 2. Sie kommt von Stolpmünde (Ustka) und führt weiter nach Rummelsburg (Miastko), und ihre Funktion nimmt heute die DW 210 in Ergänzung der DK 21 wahr.
Bei der Ausfahrt aus Stolps Stadtmitte (noch ist die Umgehungsstraße südlich der Stadt noch in Planung) überquert die R 2 – wie schon so oft – die Bahnstrecke Danzig–Berlin, ebenso die alte Reichsbahnstrecke Stolp – Rummelsburg (Miastko) – Neustettin (Szczecinek), die heute als polnische Staatsbahnlinie Nr. 405 von Ustka (Stolpmünde) kommend weiter bis Piła (Schneidemühl) reicht.

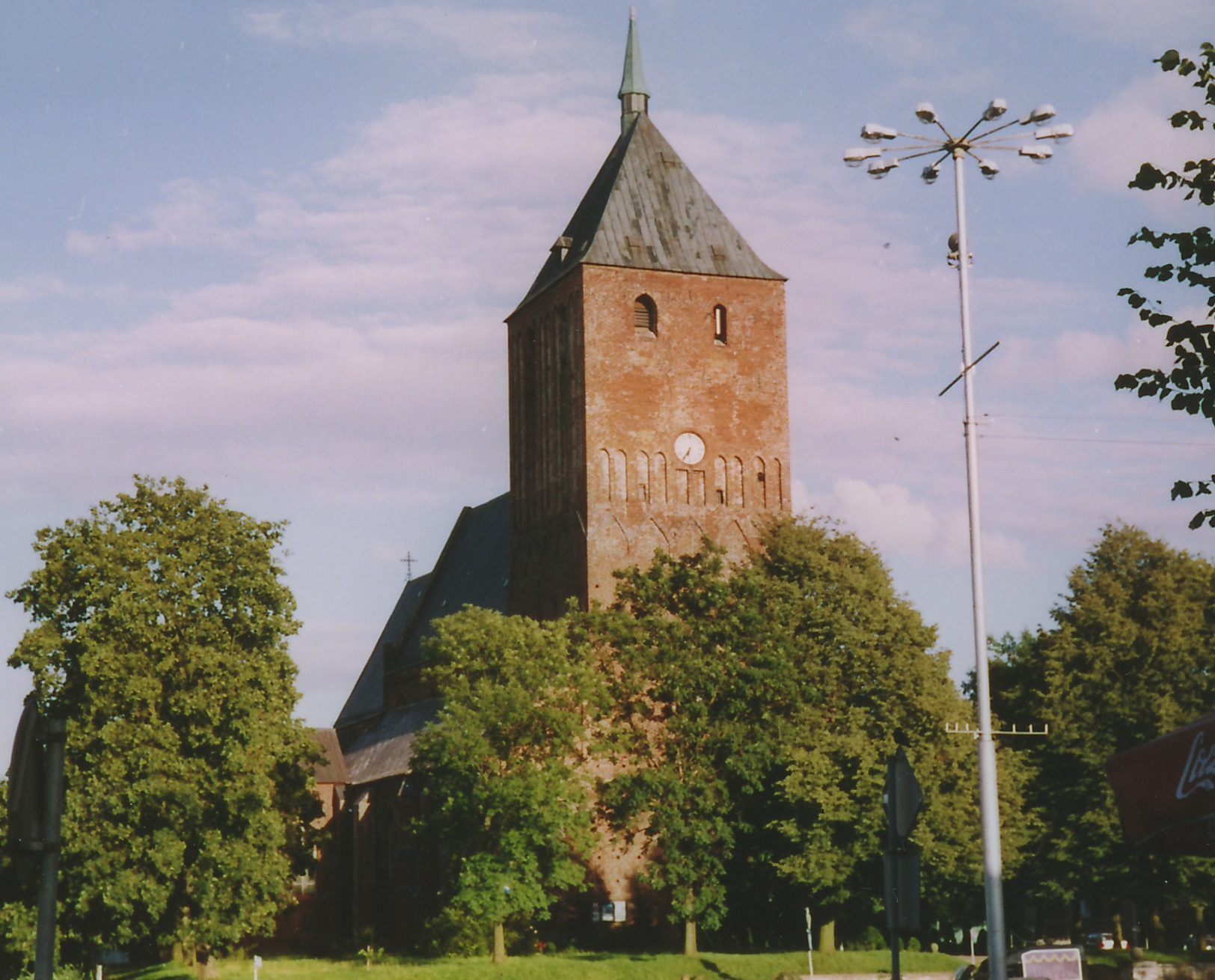
Die St.-Marien-Kirche in Schlawe

Ulrichsfelde (Bolesławice) und Zitzewitz (Sycewice) sind die nächsten Dörfer an der R 2, die kurz hinter der – schon gewohnten – Bahnüberquerung nicht nur den Landkreis Stolp verlässt, sondern auch die heutige Woiwodschaft Pommern, die hier ihr Gebiet an die Woiwodschaft Westpommern „abgibt“. Nach bereits vier Kilometern grüßt Notzkow (Noskowo) als erster Ort auf dem Boden des Landkreises Schlawe in Pommern (heute Powiat Sławieński) die R 2, die nach weiteren zehn Kilometern am Stolper Tor endlich die Kreisstadt Schlawe (Sławno) erreicht, kurz nach Überquerung der Wipper (Wieprza). Hier trifft die R 2 auf die Reichsstraße 159, die über Bublitz (Bobolice) nach Tempelburg (Czaplinek) führte, was heute die Woiwodschaftsstraßen DW 205 und DW 171 übernehmen.

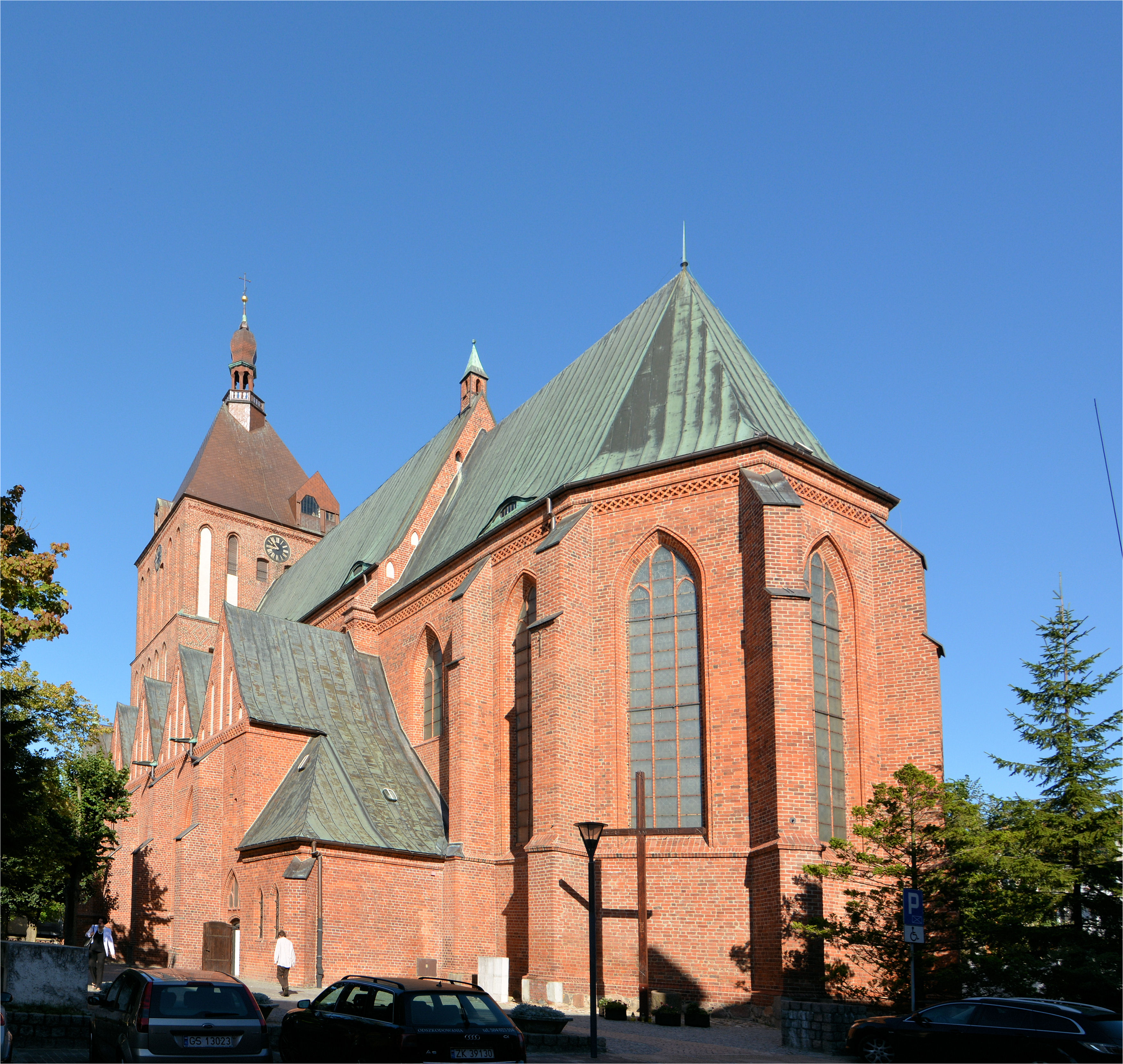
Die St.-Marien-Kathedrale in Köslin

In Schlawe umfährt die R 2 die alte St.-Marien-Kirche und kreuzt zum wiederholten Male die Danzig-Berliner Bahn und den alten Schienenweg Schlawe–Bütow, der heute von der Staatsbahnlinie Nr. 418 Darłowo (Rügenwalde)–Korzybie (Zollbrück) bedient wird. Von den nun folgenden 43 Kilometern Fahrstrecke bis nach Köslin (Koszalin) verlaufen noch 35 Kilometer auf dem Boden des Landkreises Schlawe in Pommern, dessen Dörfer sich auf der R 2 wie Perlen einer Schnur aneinanderreihen: Alt Bewersdorf (Bobrowice), Karwitz (Karwice), Malchow (Malechowo), Nemitz (Niemica), Panknin (Pękanino) und die Stadt Zanow (Sianów), wobei letztere allerdings heute schon zum Powiat Koszaliński rechnet. Zuletzt macht die R 2 einen Schwenk nach Norden, unterhalb des berühmten Gollenberges (Góra Chełmska) und fährt nach Köslin (Koszalin) ein, die Stadt, die bis 1945 Sitz des Regierungsbezirks Köslin war und von 1975 bis 1998 die Amtsstuben der Woiwodschaft Köslin beherbergte, bis diese mit der Stettiner Woiwodschaft zur Woiwodschaft Westpommern (Sitz in Stettin) vereinigt wurde. Heute allerdings ist Köslin Bischofssitz für das römisch-katholische Bistum Köslin-Kolberg, deren Kathedrale die St.-Marien-Kirche ist.
In Köslin trifft die R 2 auf die Reichsstraße 160, die – von Kolberg (Kołobrzeg) kommend – über Bublitz (Bobolice) und Neustettin (Szczecinek) bis nach Schneidemühl (Piła) führt und heute durch die (sogar bis in das oberschlesische Beuthen (Bytom) führende) DK 11 ersetzt wird.

#### Köslin–Plathe–Naugard

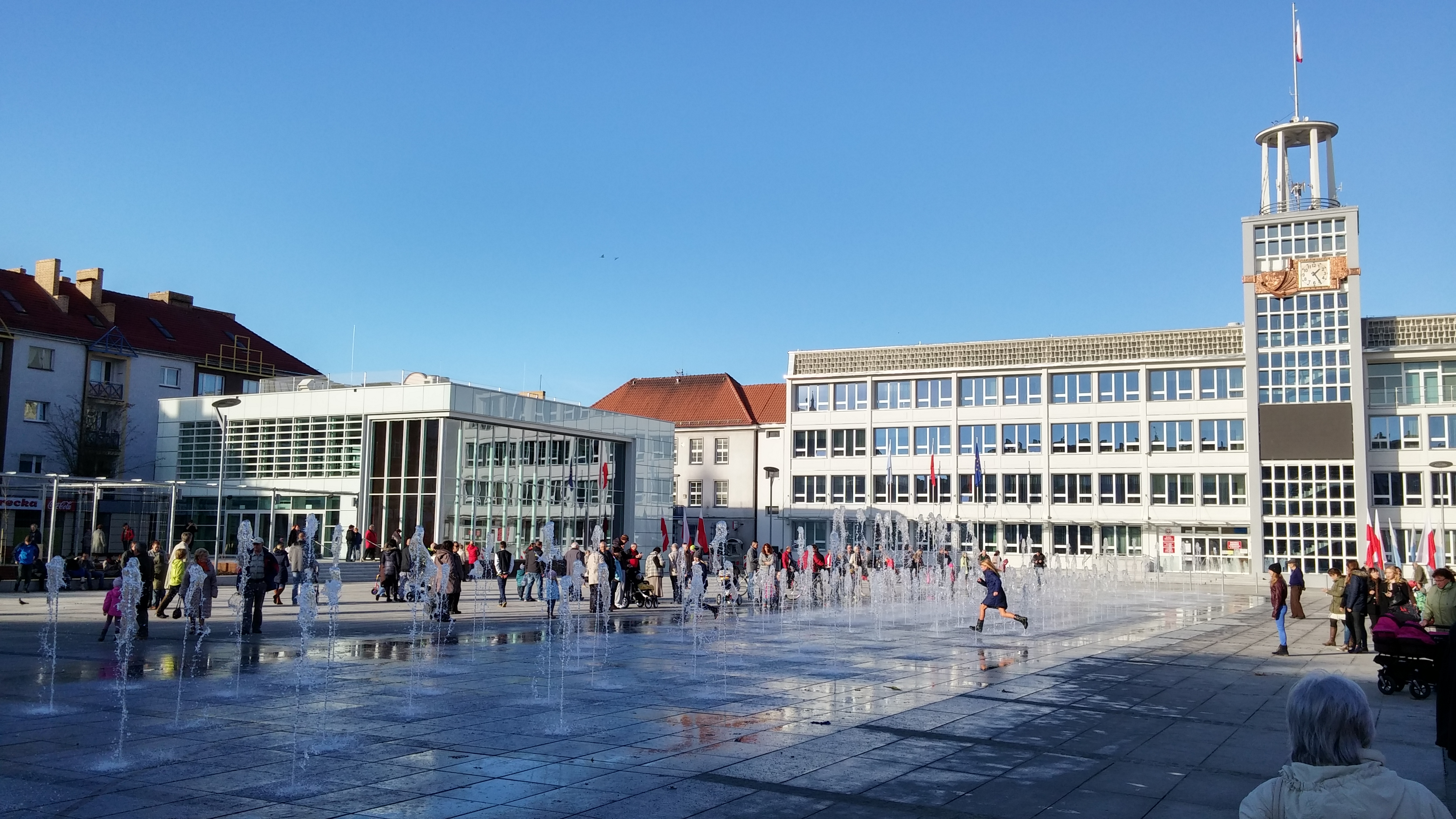
Das Rathaus in Köslin

Die R 2 – weiterhin Droga krajowa 6 genannt – verlässt die Stadt Köslin, nicht ohne noch einmal die Bahnlinie Danzig–Berlin überquert zu haben, zum vorerst letzten Male, bevor sie in Stettin einander wieder treffen. Die alte Reichsstraße nimmt jetzt – in der schon vorher wahrgenommenen weit ausladenden Breite der Fahrbahnen – Kurs in südwestliche Richtung durch die dem Landkreis Köslin (Powiat Koszaliński) zugehörenden Dörfer Kothlow (Kotłowo) und Biziker (Biesiekierz). Nach 15 Kilometern begann hier früher der Landkreis Kolberg-Körlin, heute ist es der Powiat Białogardzki, dessen Kreisstadt Białogard (Belgard) nur wenige Kilometer weiter südlich liegt. An dessen Beginn begrüßt das kleine Flüsschen Radüe (Radew) die R 2 und geleitet sie bis nach Körlin (Karlino), wo sie in die Persante (Parsęta) mündet.

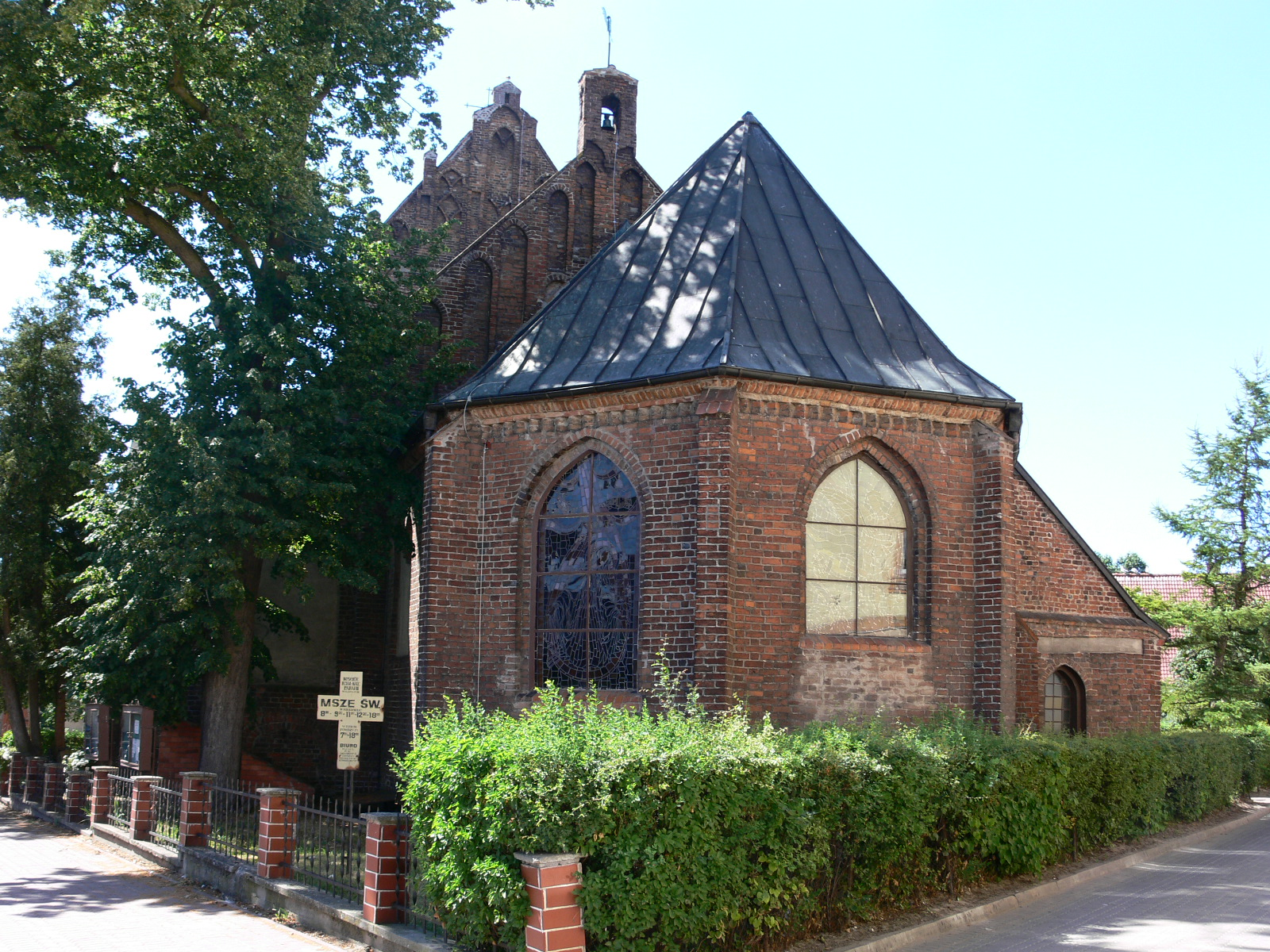
Die Kirche zu Körlin

In Körlin überquert die R 2 die Reichsbahnlinie Kolberg (Kołobrzeg) – Belgard (Białogard) – Schneidemühl (Piła), die heute von der Staatsbahnlinie Nr. 404 Kołobrzeg–Szczecinek (Neustettin) bedient wird, und ebenso die zur Ostsee fließende Persante (Parsęta). Dann nimmt sie wieder Kurs auf und durchfährt das flachhügelige Gebiet der heute so genannten „Puszcza Koszalińska“ („Kösliner Heide“). Mit der Durchfahrt durch Mallnow (Malonowo), Lestin (Leszczyn) und Roman (Rymań) verlässt die R 2 den Landkreis Kolberg-Körlin (der ab Leszczyn polnischerseits Powiat Kołobrzeski heißt), überquert die Molstow (Mołstowa) und fährt in den ehemaligen Landkreis Regenwalde (polnischerseits Powiat Gryficki (Greifenberg) genannt) über Pinnow (Pniewo) und Witzmitz (Wicemice) nach Plathe (Płoty).
In der Kleinstadt Plathe kreuzte die Reichsstraße 161 Kolberg–Plathe–Labes (Łobez) die R 2, die heute durch die Woiwodschaftsstraßen DW 109 bzw. DW 152 ersetzt wird. Im Ortszentrum überquert die R 2 die Rega, die etwa 50 Kilometer weiter nördlich in die Ostsee mündet. Auch die alte Reichsbahnlinie Wietstock – Plathe – Labes (heute Staatsbahnlinie Nr. 420 Wysoka Kamieńska–Płoty–Worowo) kreuzt hier den Weg der R 2, die weiter durch den ehemaligen Landkreis Regenwalde (bzw. polnischerseits Powiat Gryficki) zieht, dann in den ehemaligen Landkreis Naugard (Nowogard) – heute polnischerseits Powiat Goleniowski (Gollnow) genannt – einfährt und gleich zu Beginn bei Groß Sabow (Żabowo) die Reichsbahnstrecke Kolberg–Gollnow–Stettin (Staatsbahnlinie Nr. 402 Koszalin–Kołobrzeg–Goleniów) überquert.
Nach Einfahrt in die „Nizina Szczecińska“ („Stettiner Tiefebene“) hat es die R 2 nicht mehr weit, bis sie in der früheren Kreisstadt Naugard (Nowogard) Halt macht, die bereits von Weitem durch die die Häuser überragende St.-Marien-Kirche grüßt.

#### Naugard – Gollnow – Stettin
In Naugard gibt die Reichsstraße 2 den Verkehr ab, der über die ehemalige Reichsstraße 163 bzw. die heutige DW 106 südlich in Richtung Stargard in Pommern (Stargard) abzweigt. Die R 2 nimmt Abschied von Naugard und fährt durch die ehem. dem nach ihr benannten Landkreis (heute Powiat Goleniowski) zugehörigen Ortschaften wie Wolchow (Olchowo), Retztow (Tedostowo) und Glewitz (Glewice). Sie erreicht nach 25 Kilometern die jetzige Kreisstadt Goleniów (Gollnow), deren Bedeutung mit der Anlage des Flughafens Stettin-Goleniów in seiner Gemarkung sehr gestiegen ist.
Nach Überquerung der alten Reichsbahnstrecke Stettin – Gollnow – Swinemünde (Świnoujście) (heutige polnische Staatsbahnlinie Nr. 401 mit gleichem Streckenverlauf) im Schatten der sehenswerten St.-Katharinen-Kirche verlässt die R 2 durch das Wolliner Tor (Brama Wolińska) die Stadt Gollnow in südliche Richtung und nimmt Kurs auf die frühere pommersche Landeshauptstadt und heutige westpommersche Woiwodschaftshauptstadt Stettin (Szczecin).

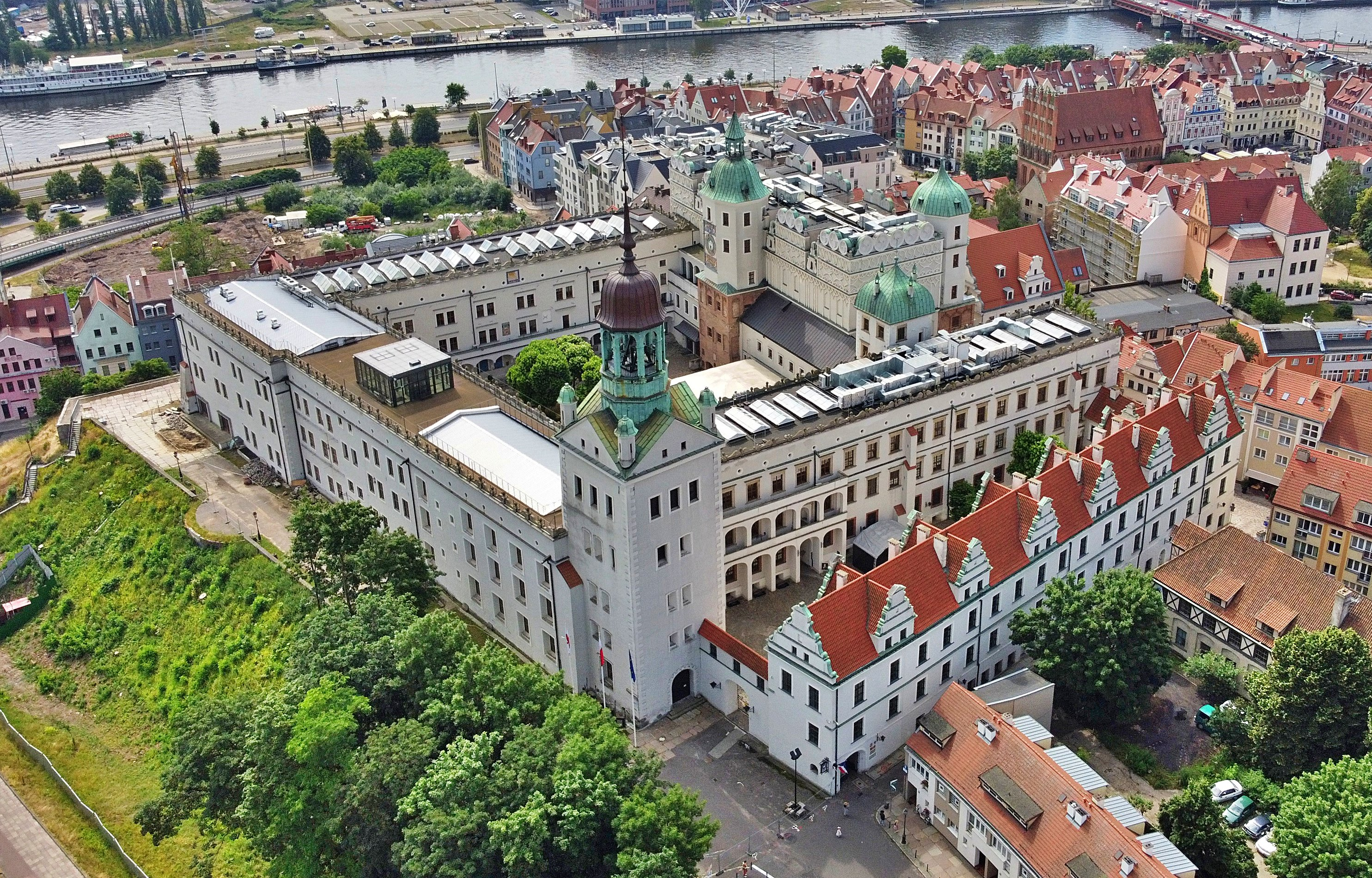
Das Stettiner Schloss

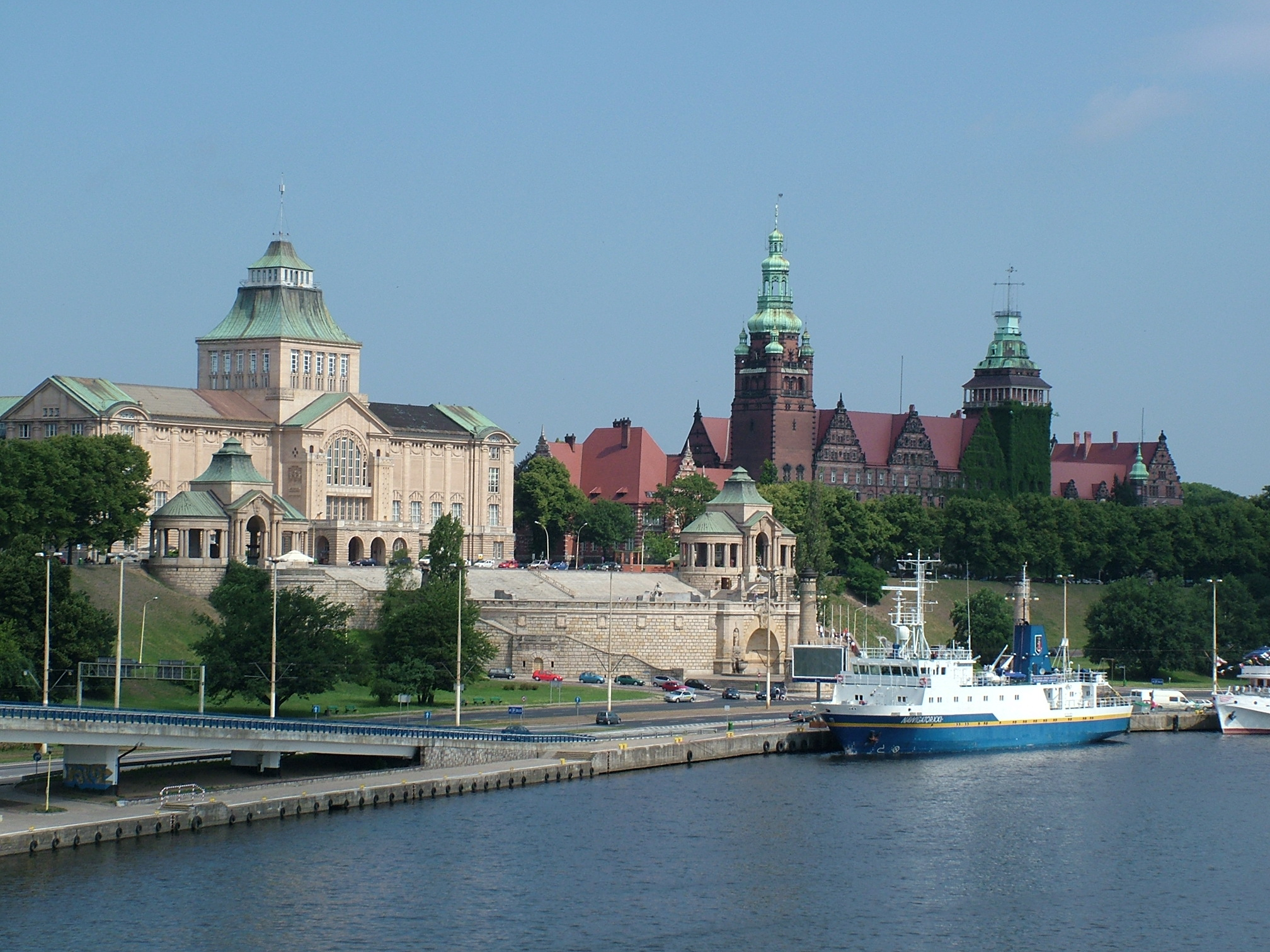
Am Ufer der Oder in Stettin

Bereits in dem ehem. zum Landkreis Randow gehörenden Ort Altdamm (Szczecin-Dąbie) erreicht die R 2 heute das Stadtgebiet von Stettin. Sie überquert die Oder (Odrą), durchfährt den Stadtteil Lastadie (Łasztownia) und erreicht das vom Anblick der St.-Jakobi-Kirche (heute Kathedrale für das römisch-katholische Erzbistum Stettin-Cammin) und dem Herzogschloss über der Hakenterrasse geprägte Zentrum der Stadt Stettin.
In der Innenstadt (Śródmieście) zweigt kreuzt die R 2 die in West-Ost-Richtung verlaufende alte Reichsstraße 104, die die Hansestadt Lübeck einerseits und das östliche Hinterpommern andrerseits mit der pommerschen Landeshauptstadt verband. Heute nimmt ihre Aufgabe die DK 10 wahr, die allerdings die Führung nach Lübeck an der jetzigen polnisch-deutschen Grenze der Bundesstraße 104 überlässt.

#### Stettin–Rosow
(heutige Droga krajowa 13)

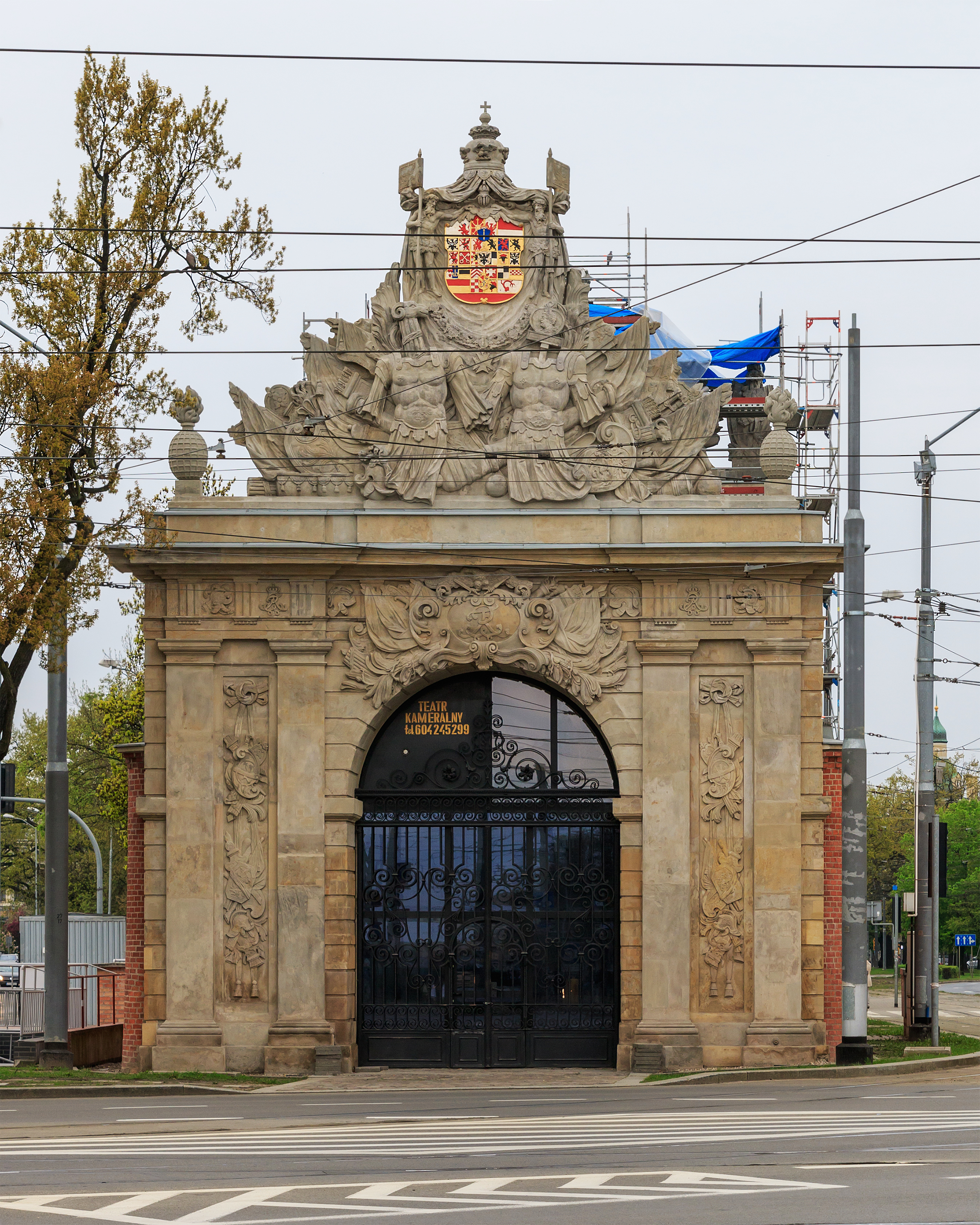
Das Berliner Tor (Brama Portowa) in Stettin

An der Kreuzung mit der R 104 wendet sich die alte R 2 südwärts und bekommt die heutige Bezeichnung Droga krajowa 13. Noch innerhalb des Stadtgebietes überquert die R 2 die Eisenbahnlinie Stettin–Pasewalk–Neubrandenburg und auch die sich als treue Begleiterin über mehr als zweihundert gemeinsame Kilometer zwischen Danzig und Köslin erwiesene Reichsbahnstrecke Danzig–Stettin–Berlin. Bei ihrem direkten Kurs auf Berlin durchfährt die R 2 den Ort Pritzlow (Przecław) und ebenso Kolbitzow (Kołbaskowo) (beide Orte liegen heute im Powiat Policki (Pölitz)). In Kolbitzow erreicht man heute die ehemalige Reichsautobahn und jetzige Autostrada 6, die wenige Kilometer weiter westlich die heutige polnisch-deutsche Grenze überquert und als Bundesautobahn 11 nach Berlin führt.
Aber auch nur nach wenigen Kilometern erreicht die R 2 den Ort Rosówek (Neu Rosow), der die polnische Seite des Grenzübergangs neben dem auf deutscher Seite liegenden Ort Rosow markiert. Hier endet der erste Abschnitt der Reichsstraße 2, deren Trasse nun als Bundesstraße 2 über Schwedt und Angermünde weiter nach Berlin verläuft, um dann in Richtung Süden bis zur österreichischen Grenze zu ziehen.
In Rosow lässt die Gedächtniskirche innehalten, die erst im 21. Jahrhundert durch Umbau der alten Dorfkirche entstanden ist und an Flucht, Vertreibung und Neuanfang erinnernd ein deutsch-polnisches Denkmal sein will.

## Streckenverlauf Rosow–Mittenwald/Scharnitz
Ausführliche Beschreibung im Artikel Bundesstraße 2

## Streckenverlauf Mittenwald/Scharnitz–Brennerpass
Nach dem Anschluss Österreichs an das Deutsche Reich wurden auch die Seefelder Straße und die Brennerstraße in den Verlauf der Reichsstraße 2 integriert. Mit dem insgesamt 48 km langen Abschnitt zwischen Scharnitz und Brennerpass hatte die Reichsstraße 2 ihre historisch größte Länge von 1408 km.